# Witte zeebrasem
De witte zeebrasem (Diplodus sargus) is een straalvinnige vis uit de familie van de zeebrasems (Sparidae). De wetenschappelijke naam van de soort werd in 1758 gepubliceerd door Carl Linnaeus.

## Beschrijving
Deze zeebrasem heeft een gemiddelde lengte van 20 tot 35 cm met uitschieters tot 45 cm. Het is een zilvergrijze vis die donkerder is rond de ogen en de snuit. De volwassen dieren hebben negen donkere en lichte banden; bij de jonge dieren zijn dit er vijf. Het is een vleeseter die in kleine scholen tussen zeegras leeft.

## Verspreiding
De vis leeft langs de kust op bodems met rotsen en zand. De jonge vissen komen ook voor in brakwaterlagunes. De ondersoort Diplodus sargus sargus komt algemeen voor langs de Atlantische kust (van de Golf van Biskaje tot Zuid-Afrika) en de Middellandse Zee en zeldzaam in de Zwarte Zee. De andere ondersoorten hebben soms verschillende verspreidingsgebieden.

## Ondersoorten
- Diplodus sargus sargus
- Diplodus sargus ascensionis (Valenciennes, 1830)
- Diplodus sargus cadenati De la Paz, Bauchot & Daget, 1974
- Diplodus sargus helenae (Sauvage, 1879)
- Diplodus sargus kotschyi (Steindachner, 1876)
- Diplodus sargus lineatus (Valenciennes, 1830)